# VI Concílio de Toledo
Foi convocado pelo rei visigótico Quintila (tal como o V Concílio), para reafirmar o disposto no concílio anterior, conseguir mais apoio, e uma paz interna, que até à data parecia impossível de manter.
O Sexto Concilio de Toledo iniciou-se o 9 de janeiro de 638 e nele estiveram presentes cinquenta e três bispos (mais do dobro do anterior) e entre eles havia três bispos procedentes da província Narbonense (os de Elna e Lodève e o bispo metropolitano de Narbona Esclua), província que não esteve representada no V Concílio. O Concílio foi considerado uma reunião dos bispos da Hispânia e da Gália, diferindo do anterior que se qualificou como uma reunião de bispos “das diversas províncias de Hispânia”.
Dos dezanove cânones do concilio, quatro estiveram dedicados a questões políticas, enquanto os outros quinze dedicaram-se aos judeus, monges, penitentes, libertos, ordens sagradas, benefícios e bens da Igreja. O Concilio restabeleceu Marciano como Bispo de Écija, de cuja sede foi deposto seu rival Habencio, que o tinha deposto antes mediante intrigas (uma primeira apelação já tinha sido tratada no IV Concílio).
A assembleia ditou algumas normas eclesiásticas mas sobretudo reafirmou as decisões do V Concílio sobre a segurança do rei e da sua família.
O concílio tocou o tema dos arguidos de certos delitos que se tinham refugiado em terra estrangeira e dali tinham causado danos ao reino, os quais, em caso de ser presos, seriam excomungados. 
Tentou-se consolidar a posição do rei: lançou-se anátema sobre aqueles que atacassem ao rei, o destronassem, usurpassem a sua posição ou reunissem um grupo de conspiradores para o prejudicar. O sucessor de um rei que tivesse sido assassinado ficaria desonrado se não fossem castigados o culpado ou culpados do regicídio.
O VI Concílio supôs também a adopção de medidas contra os judeus, que teriam contentado o Papa, que assim o exigia numa carta. 
Reformaram-se as disciplinas eclesiásticas reconhecendo às igrejas e conventos o domínio absoluto e perpétuo dos bens obtidos por doação real ou dos fiéis.
A obtenção de um bispado por simonia castigar-se-ia com a perda de bens do culpado e sua excomunhão. 